# Tenghadi
Tenghadi è uno dei sette comuni del dipartimento di Boutilimit, situato nella regione di Trarza in Mauritania. Nel censimento della popolazione del 2000 contava 6.176 abitanti.